# Messe Essen
Die Messe Essen ist ein im Essener Stadtteil Rüttenscheid befindliches Ausstellungsgelände, das direkt an den Grugapark grenzt.

## Geschichte

### Entstehung  und erste Jahre

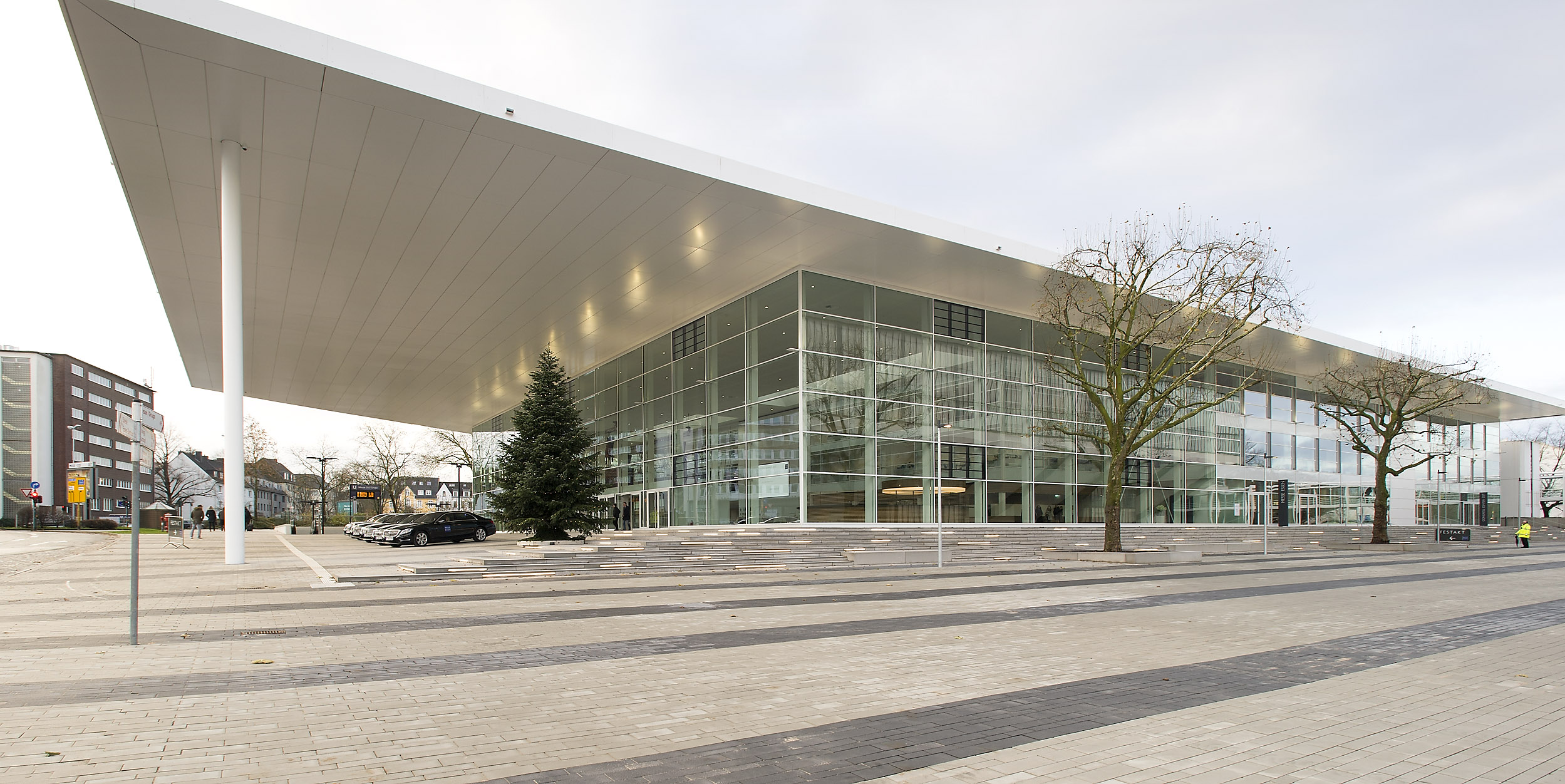
Glasfoyer im Osten der Messe Essen (März 2017)

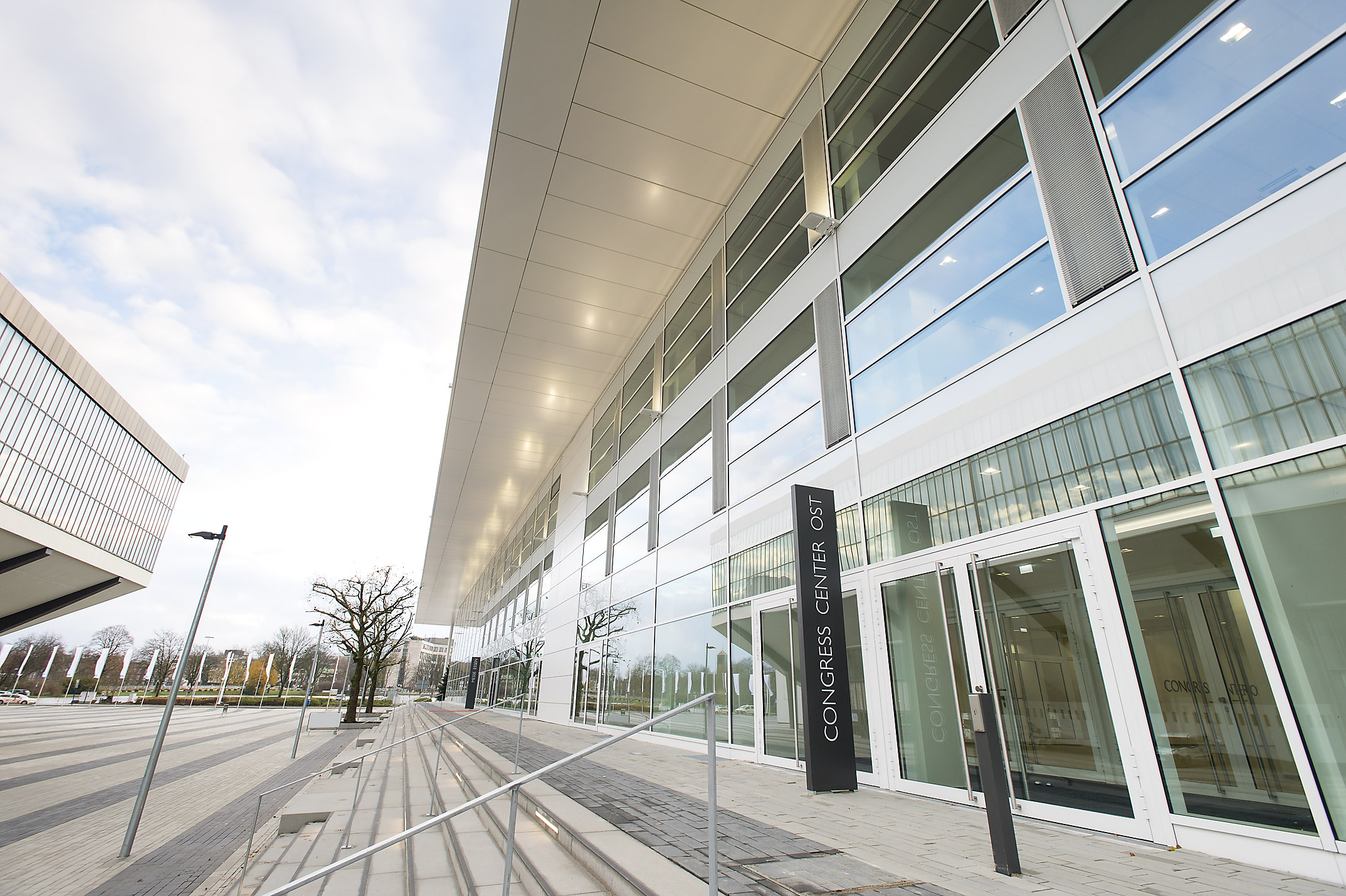
Kongressräumlichkeiten im CCO (März 2017)

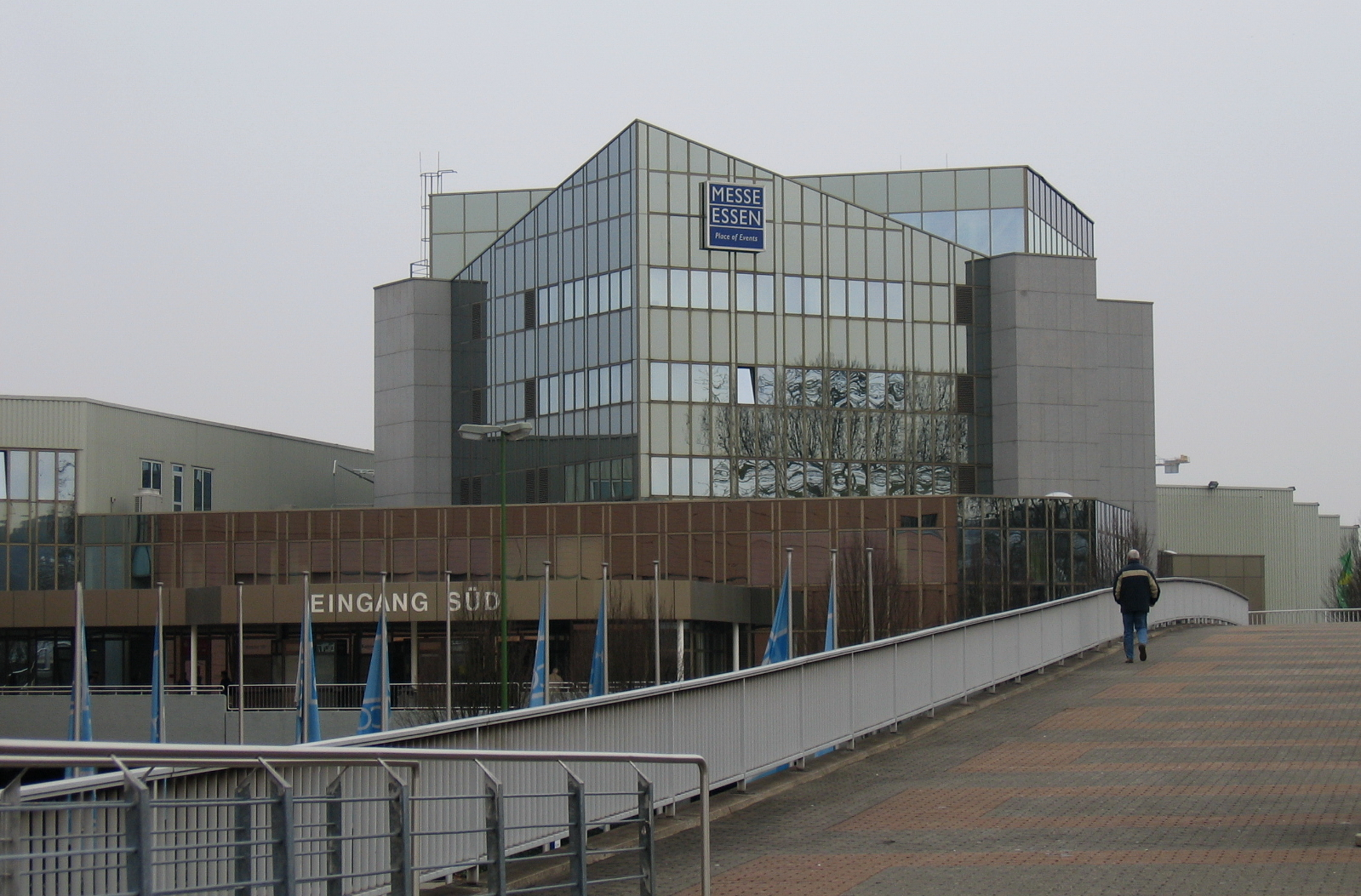
Messegebäude, Eingang Süd (2009)

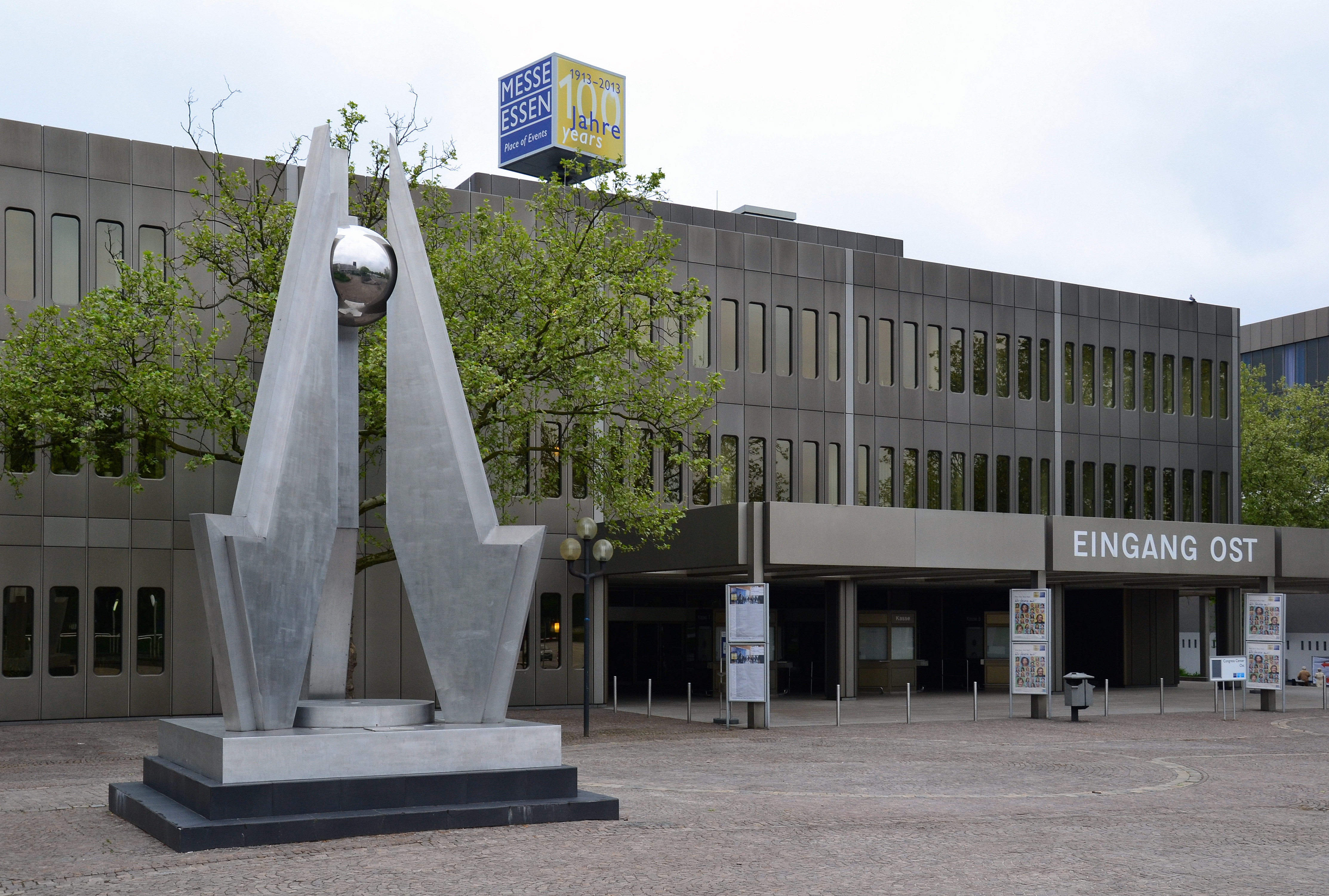
2016 niedergelegtes Messegebäude (Eingang Ost) mit der heute versetzten Skulptur Energie

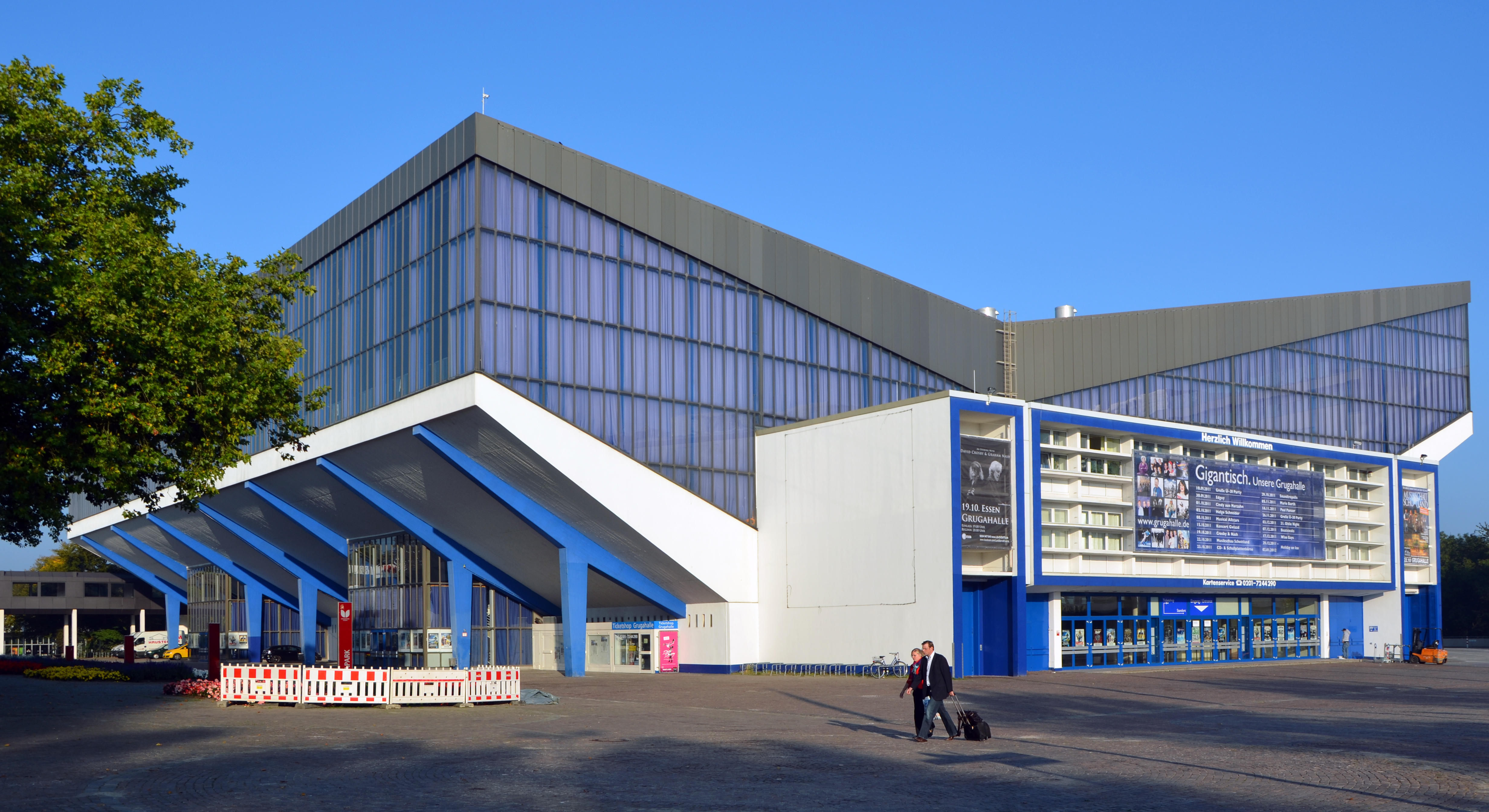
Grugahalle vor der Umgestaltung

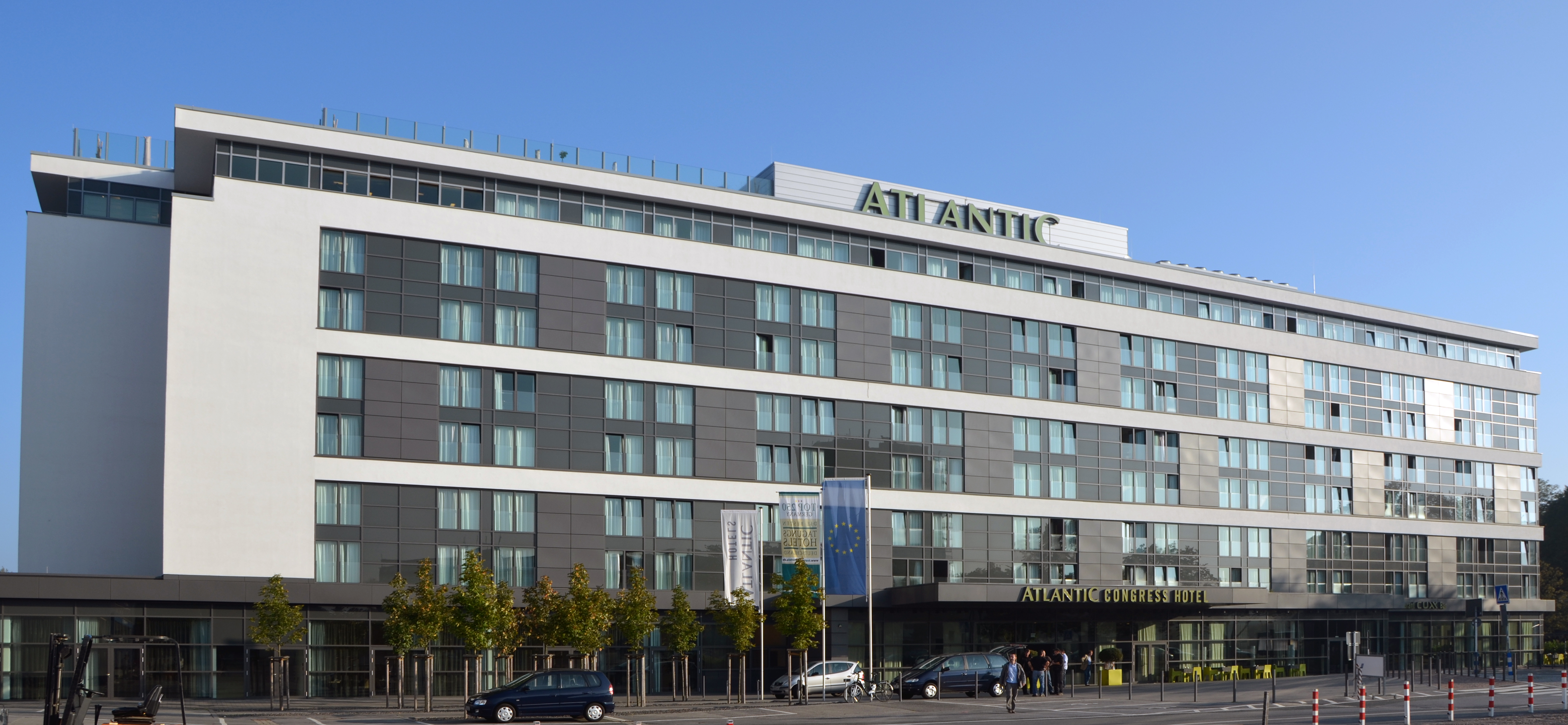
Atlantic Congress Hotel Essen

1893 gab es eine erste Gewerbeausstellung im Saalbau Essen. Die Anfänge an der heutigen Norbertstraße liegen in der damals so genannten Gewerbeschau Essen, die am 21. April 1913 von zwölf privaten Gesellschaftern als GmbH gegründet worden war. Es präsentierten sich dabei 200 Aussteller auf 5000 Quadratmetern Ausstellungsfläche im zu dieser Zeit errichteten Hauptgebäude, das sich über den Bereich des heutigen Vorplatzes der Grugahalle und das Grundstück des heutigen Hotels Atlantic erstreckte. 1921 wurde der Gemeinnützige Verein zur Verwertung des Essener Ausstellungsgeländes GmbH zum Betreiber. Zu dieser Zeit wurde westlich hinter dem 1913 errichteten Hauptgebäude die Messehalle V errichtet, auf deren Fundament seit 1958 die Grugahalle steht. In der Messehalle V als größter Halle der Vorkriegs-Messe fand unter anderem im Juni 1926 der 2. Rheinische Evangelische Kirchentag statt. Nach Umbenennung im Jahr 1934 in Gemeinnützige Ausstellungsgesellschaft mbH (GAG) war das Messegelände zur Zeit des Nationalsozialismus teils beschlagnahmt worden.
Im Dezember 1937 eröffnete im Ausstellungsgelände die neuerrichtete Kunsteisbahn Essen. Die geschlossene Halle verfügte über eine 1800 Quadratmeter große Eisfläche und bot 4000 Tribünenplätze. Es fanden Eishockeyspiele und Eiskunstlaufwettbewerbe statt, zudem gab es tägliche Laufzeiten für die Allgemeinheit. Von einer Gaststätte für 300 Personen, die auch über Klubräume für weitere 400 Gäste verfügte, hatte man einen Blick aufs Eis.
Im Zweiten Weltkrieg wurde das Ausstellungsgelände schließlich durch Luftangriffe der Alliierten im Jahr 1944 zerstört.

### Entwicklung nach dem Krieg
Als erste Ausstellung nach dem Krieg wurde 1949 die Messe Dach und Fach veranstaltet, die sich dem Thema Wiederaufbau widmete und dabei 600.000 Besucher zählte. Die Gemeinnützige Ausstellungsgesellschaft mbH wurde 1971 in Ausstellungs- und Messegesellschaft mbH Essen (AMGE) umbenannt. Ein Jahr später, nach Fertigstellung der Halle 6, betrug die Gesamtausstellungsfläche rund 50.000 Quadratmeter. 1966 fand in den Ausstellungshallen die 14. Jahresausstellung des Deutschen Künstlerbundes mit über 200 teilnehmenden Künstlern statt. Es folgte 1976 die Inbetriebnahme der Halle 12 mit weiteren 8000 Quadratmetern. Nachdem 1980 eine neue zweistöckige Ausstellungshalle fertiggestellt war, lag die Gesamtausstellungsfläche bei rund 60.000 Quadratmetern. Seit 1982 wird das Gelände von der Messe Essen GmbH betrieben. Es folgte 1983 die Einweihung des Messehauses am Eingang Ost mit neuer Halle 2 sowie 1990 die der Hallen 1 und 1A, mit der die Messe nun über etwa 90.000 Quadratmeter Gesamtausstellungsfläche verfügte. 1998 wurden mit der Gründung der CCE GmbH &  Co.  KG die Kongresstätigkeiten ausgegliedert. Die Halle 3, im Jahr 2000 nach Plänen des italienischen Architekten Mario Bellini errichtet, ist mit ihrer charakteristischen Bugspitze eine architektonische Besonderheit. Die über 230 Meter lange und bis zu 69 Meter breite Halle gilt mit ihrer Höhe von bis zu 15 Metern als längste stützfreie Halle Europas. Ihre Nutzfläche beträgt 17.000 Quadratmeter. 2004 wurde in der Galeria das größte zusammenhängende Bleiglaskunstfenster mit dem Titel Energie von Jörg Immendorff installiert.
Am 7. Januar 2010 ist das nordöstlich der Grugahalle gelegene Atlantic Congress Hotel Essen eröffnet worden. Dieses etwa 30 Millionen Euro teure Messehotel hat 248 Zimmer sowie unter anderem einen 1.200 Quadratmeter umfassenden Konferenzbereich, ein Restaurant mit Außenterrasse, einen Fitness- und Wellnessbereich und eine Tiefgarage.

#### 2014: Bürgerentscheid gegen Messe-Umbau

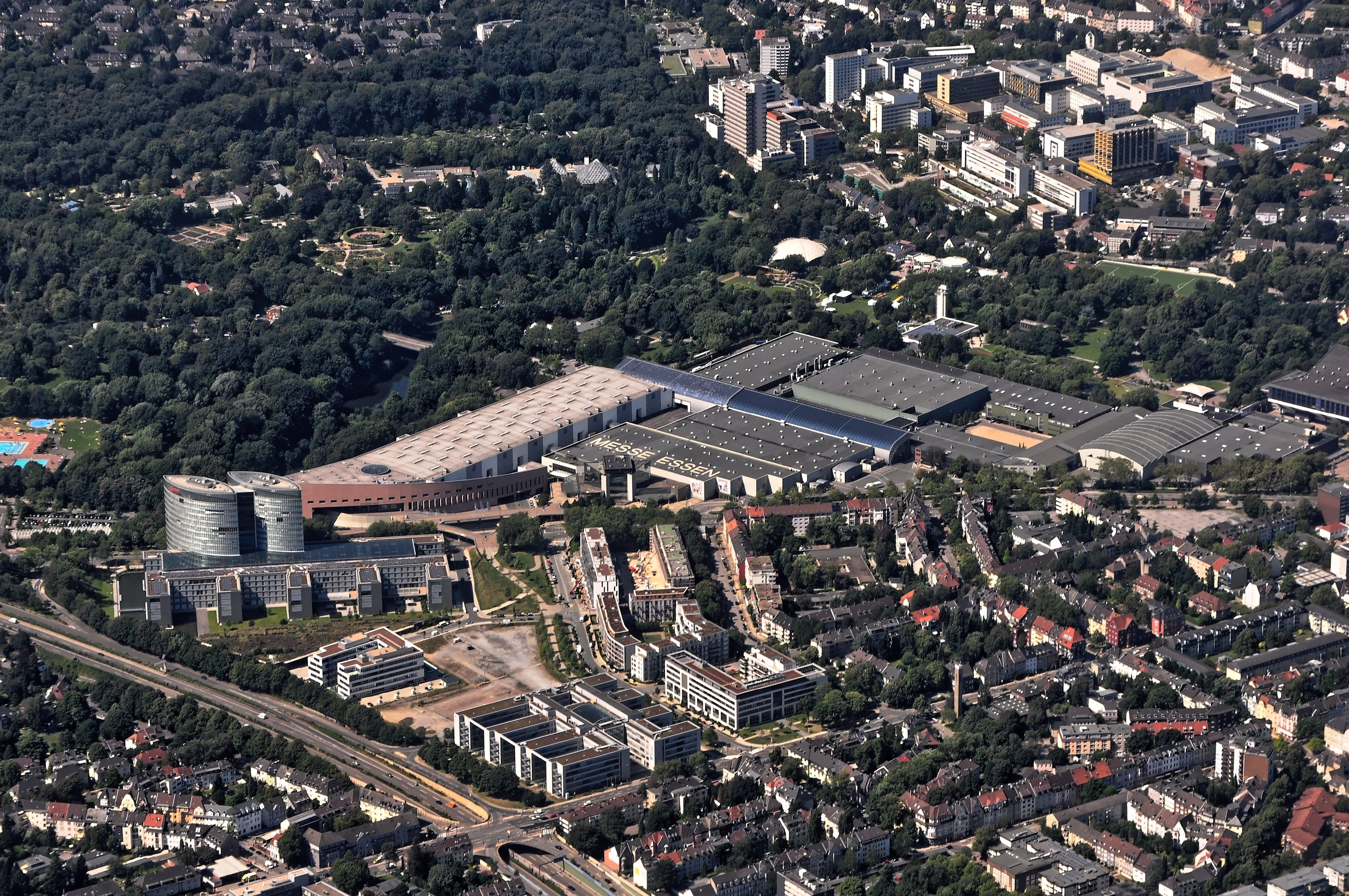
Messe Essen (2013)

Am 19. Januar 2014 waren die Essener Bürger aufgerufen, per Bürgerentscheid über die Aufhebung des Beschlusses des Rates der Stadt Essen vom 17. Juli 2013 zum geplanten Messe-Umbau abzustimmen. Initiatoren des Bürgerbegehrens waren Bündnis 90/Die Grünen und Die Linke, die Zweifel an der Einhaltung der von der Stadt veranschlagten Bausumme von 123 Millionen Euro hegten und davor warnten, dass dann für dringende Vorhaben im sozialen Bereich und der Bildung keine Investitionen mehr möglich seien. Des Weiteren zweifelten sie daran, dass die Messe einen entsprechend hohen Wirtschaftsfaktor für die Stadt darstelle. Im Gegenzug waren die Ratsfraktionen SPD, CDU, FDP und das Essener Bürger Bündnis, der damalige Oberbürgermeister Reinhard Paß (SPD), alle DGB-Gewerkschaften sowie die Mehrzahl der Verbände der Essener Wirtschaft für den beschlossenen Messe-Umbau.
Nach dem vorläufigen amtlichen Endergebnis stimmten bei einer Wahlbeteiligung von 28,8 Prozent 50,4 Prozent gegen den geplanten Messe-Umbau. Die Mindeststimmenzahl von 45.690 Stimmen wurde erreicht. Im Einzelnen stimmten 66.066 Bürger gegen und 65.104 Bürger für den Umbau.

#### 2016 bis 2019: Messe-Umbau
Nach dem Bürgerentscheid vom Januar 2014 beschloss man die Messe im kleineren Rahmen umzubauen. Am 2. Mai 2016 begannen die Arbeiten mit dem ersten Spatenstich. Dieser Messeumbau fand im laufenden Betrieb bis September 2019 statt und kostete rund 88,6 Millionen Euro. Seit November 2017 gibt es einen neuen Empfangsbereich. Die große Anzahl von 18 kleinteiligen, teils zweistöckigen Ausstellungshallen wurden auf acht große, ebenerdige Hallen reduziert, wobei die Gesamtausstellungsfläche von 110.000 Quadratmetern erhalten blieb.
In der ersten Bauphase wurde am Eingang Ost ein neuer rund 2000 Quadratmeter großer und gläserner Empfangsbereich errichtet, der mit großem Vordach einen überdachten Weg zum U-Bahnhof Messe Ost/Gruga ermöglicht. Gleichzeitig wurden die alten Messehallen 9 und 9.1 niedergelegt, um den nördlichen Teil der neuen Halle 6 entstehen zu lassen. Am 28. November 2017 wurde das Foyer nach rund 18 Monaten Bauzeit offiziell durch Oberbürgermeister Thomas Kufen und NRW-Wirtschaftsminister Andreas Pinkwart eröffnet. Zudem waren bis dahin neue Kongress-Räumlichkeiten, der Verwaltungstrakt und die erste Hälfte der neuen Messehalle 6 fertiggestellt.
Zur zweiten Bauphase, die bis April 2018 dauerte, gehörte der 2017 erledigte Abriss der Messehallen 4 und 4A, deren Areal als Logistikfläche umgestaltet wurde. Ebenso fiel die alte Halle 5, an deren Stelle der südliche Teil der neuen Halle 6 errichtet wurde. Oberhalb der Halle 6 befindet sich der neugestaltete Business Club der Messe mit Blick in die Halle 6, welcher die ehemalige Messelounge ersetzt.
Die dritte Bauphase von April bis August 2018 war für den Abriss der zweistöckigen Hallen 7.1, 8 und 8.1 vorgesehen. Dort folgte der Bau der neuen Halle 4 und des südlichen Teils der neuen Halle 5. Zudem wurden die bestehenbleibenden Hallen modernisiert und erhielten neue Klimatechnik, Sanitäranlagen und Energieversorgung.
Die vierte Bauphase von September 2018 bis September 2019 war für die Komplettierung der Halle 5 mit ihrem nördlichen Teil vorgesehen. Darauf folgte eine neue Nummerierung der nun acht Ausstellungshallen.
Am 24. September 2019 wurde die letzte Messehalle offiziell durch den Oberbürgermeister Thomas Kufen eingeweiht. Damit blieb der gesamte Messe-Umbau im Kosten- und Terminplan.

## Messe Essen heute
Mit 110.000 Quadratmetern Gesamtausstellungsfläche und 20.000 Quadratmetern Freigelände ist Essen der neuntgrößte Ausstellungsplatz in Deutschland. Betreiber ist die Messe Essen GmbH, in der heute rund 200 Menschen angestellt sind. Es gibt drei Kongresszentren, in deren 28 Räumen rund eintausend Besucher Platz finden. Hier finden jährlich bis zu 800 Veranstaltungen durch die Messetochter CCE statt. Zum Messegelände gehört ferner die auch für Konzerte und Show-Veranstaltungen genutzte Grugahalle. 2016 wurden 49 Messen (davon acht im Ausland) veranstaltet, von denen zehn als Weltleitmessen gelten. Es gab etwa 1,3 Millionen Besucher aus 130 Nationen, hinzu kamen 13.113 Aussteller, wobei der Auslandsanteil bei einem Drittel lag.
Geschäftsführer der Messe Essen ist seit Januar 2014 Oliver P. Kuhrt (bis August 2014 Vorsitzender der Geschäftsführung, seither einziger Geschäftsführer). Der Essener Oberbürgermeister Thomas Kufen (CDU) ist Aufsichtsratsvorsitzender. Die Messe Essen unterhält unter anderem eigene Büros in New York und Mailand sowie Ableger in Peking, Shanghai, Dubai, São Paulo und Moskau.

### Regelmäßige Messen (Auswahl)

#### Fachmessen
- IPM ESSEN: Die „Internationale Pflanzenmesse“ findet jährlich Ende Januar mit 1.300 Ausstellern aus 46 Ländern sowie rund 50.000 Fachbesuchern statt (Zahlen Stand 2023). Als Weltleitmesse des Gartenbaus bildet sie die gesamte Wertschöpfungskette des grünen Wirtschaftszweiges ab: von der Pflanzenproduktion, über die Technik, Floristik und Ausstattung bis hin zum Point-of-Sale.
- Schweissen & Schneiden, erste Ausstellung 1952, damit älteste Messe in Essen, alle vier Jahre im September: Der bedeutendste Treffpunkt für Experten und Top-Entscheider der Füge-, Trenn- und Beschichtungsbranche
- Security Essen, alle zwei Jahre im September: Impulsgebende Weltleitmesse der zivilen Sicherheit mit Innovationen von IT-Security über Zutrittslösungen, mechanische Sicherungssysteme und Perimeter bis hin zu Videoüberwachung, Dienstleistungen und Brandschutz
- Metpack: Im Dreijahresrhythmus stattfindende Weltleitmesse der Metallverpackungsindustrie (nächste Messe im Mai 2020)
- SHK+E Essen, zweijährlich im März: die besucherstärkste nationale Fachmesse für die Branchen Sanitär, Heizung, Klima und digitales Gebäudemanagement
- E-world energy & water, seit 2001 jährlich im Februar: Bedeutende Energiefachmesse mit rd. 25.000 Besuchern (2017)[13]
- Baufachtage West, zweijährlich im Januar: Vereint die drei Spezialbaufachmessen Construct IT, Industrial Building und Acqua Alta unter einer Marke
- Cutting World: Erste und einzige Fachmesse, die die Wertschöpfungskette zum Thema Schneiden fokussiert. Parallel zum Deutschen Brennschneidtag und dem Deutschen Schneidkongress
- Equitana, zweijährlich: Größte Pferdefachmesse der Welt
- all about automation: Regionale Fachmesse für Industrieautomation
- DIGITAL FUTUREcongress: Kongressmesse für alle Themen der Digitalisierung im deutschen Mittelstand
- InfraTech: Fachmesse für Straßen- und Tiefbau
- DCONEX: Fachmesse und Kongress Schadstoffmanagement
- European Bridal Week: Fachmesse für die gesamte Brautmoden-Industrie
- Cable Car World: Fachmesse für urbane Seilbahnen
- Tankstelle & Mittelstand: Branchenmesse für den gesamten deutschen Tankstellenmittelstand
- Lubricant Expo: Fachmesse für Schmierstoffe
- Europäische Taximesse: Fachmesse für das Taxi- und Mietwagengewerbe
- CTCO Essen: Messe für Werbetextilien und Werbegeschenke
- Altenpflege, zweijährlich: Leitmesse für Hersteller und Dienstleister im Bereich Altenpflege

#### Publikumsmessen
- Essen Motor Show (zwischenzeitlich Jochen Rindt Show), seit 1968, jährlich im November/Dezember: Die EMS ist Europas größtes „PS-Festival“ und vereint automobile Leidenschaft in den vier Säulen sportliche Serienfahrzeuge, Tuning, Motorsport und Classic Cars
- Internationale Spieltage SPIEL, jährlich im Oktober: Weltweit größte Publikumsmesse für Gesellschaftsspiele
- Reise + Camping, seit 1957, jährlich im Februar: Größte Urlaubsmesse in NRW zeigt alles rund ums mobile Reisen: von Freizeitfahrzeugen aller Art über Camping-Zubehör bis hin zu internationalem und nationalem Tourismus.
- Fahrrad Essen, jährlich im Februar und parallel zur Reise + Camping: Die Fahrrad Essen ist die wichtigste Fahrrad-Messe in NRW
- Mode Heim Handwerk, seit 1970, jährlich im November: Größte Verbrauchermesse Nordrhein-Westfalens. Unter ihrem Dach finden zusätzlich die Spezialmesse rund um das Thema Do-it-Yourself, kreativ.essen, sowie die Genussmesse „NRW – das Beste aus der Region“ statt
- Techno-Classica Essen, jährlich im Frühjahr (März/April): Weltmesse für Oldtimer, Classic- & Prestige-Automobile, Motorsport, Motorräder, Ersatzteile, Restaurierung und Welt-Clubtreff
- Internationale Briefmarken-Messe: Die Internationale Briefmarken-Messe in Essen ist die weltweit älteste Veranstaltung dieser Art. Seit 1976 treffen sich in der Messe Essen jedes Jahr Sammler aus der ganzen Welt
- BabyWelt

#### Internationale Messen und Messe-Beteiligungen (Auswahl)
- India Essen Welding & Cutting (Indien)
- Beijing Essen Welding & Cutting (findet jährlich abwechselnd in Shanghai und Dongguan statt)
- IPM DUBAI / WOP DUBAI (Dubai)
- Svarka/Welding (Russland)
- Hortiflorexpo IPM (findet jährlich abwechselnd in Peking und Shanghai statt)
- China Essen Motor Show (Guangzhou, China)
- Flowersexpo Moskau powered by IPM ESSEN (Russland)

## Verkehrsanbindung
Das Messegelände ist über die Bundesautobahn 52 mit dem etwa 27 Kilometer entfernten Flughafen Düsseldorf sowie über die Bundesstraße 224 mit der Essener Innenstadt verbunden und bietet rund 5000 messenahe Parkplätze und zusätzlich etwa 7000 Parkmöglichkeiten im Park-and-ride-System. Die U-Bahn-Linie 11 der Stadtbahn Essen bedient die Bahnhöfe Messe Ost/Gruga und Messe West/Süd/Gruga.
Die Buslinie 142 und der Nachtexpress NE13 der Ruhrbahn sorgen für Verbindungen in die benachbarten Essener Stadtteile sowie nach Kettwig.
| Linie | Verlauf | Takt (Mo–Fr)        |
| ----- | --- | ------------------- |
| 142   | Annental, Betriebshof Ruhrallee – Rellinghausen – Stadtwaldplatz – Rüttenscheid Martinstraße – Alfredbrücke – Messe Essen/Gruga – Messe West/Süd/Gruga – Bredeney Friedhof – Schuir Abzweig Flughafen – Schwimmbad Kettwig – Kettwiger Markt – Kettwig | 20 min 10 min (HVZ) |
| NE13  | Essen Hbf – Philharmonie – Rüttenscheider Stern – Rüttenscheid Martinstraße – Alfredbrücke – Messe Essen/Gruga – Messe West/Süd/Gruga – Sommerburgstr. – Schuir – Schwimmbad Kettwig – Gewerbegebiet Kettwig – (Kettwiger Markt →) Kettwig             | 60 min              |